# Les Allues
Les Allues is een gemeente in het Franse departement Savoie (regio Auvergne-Rhône-Alpes). De plaats maakt deel uit van het arrondissement Albertville. Les Allues telde op 1 januari 2022 1.750 inwoners.

## Geografie
De oppervlakte van Les Allues bedroeg op 1 januari 2022 85,99 vierkante kilometer; de bevolkingsdichtheid was toen 20,4 inwoners per km².

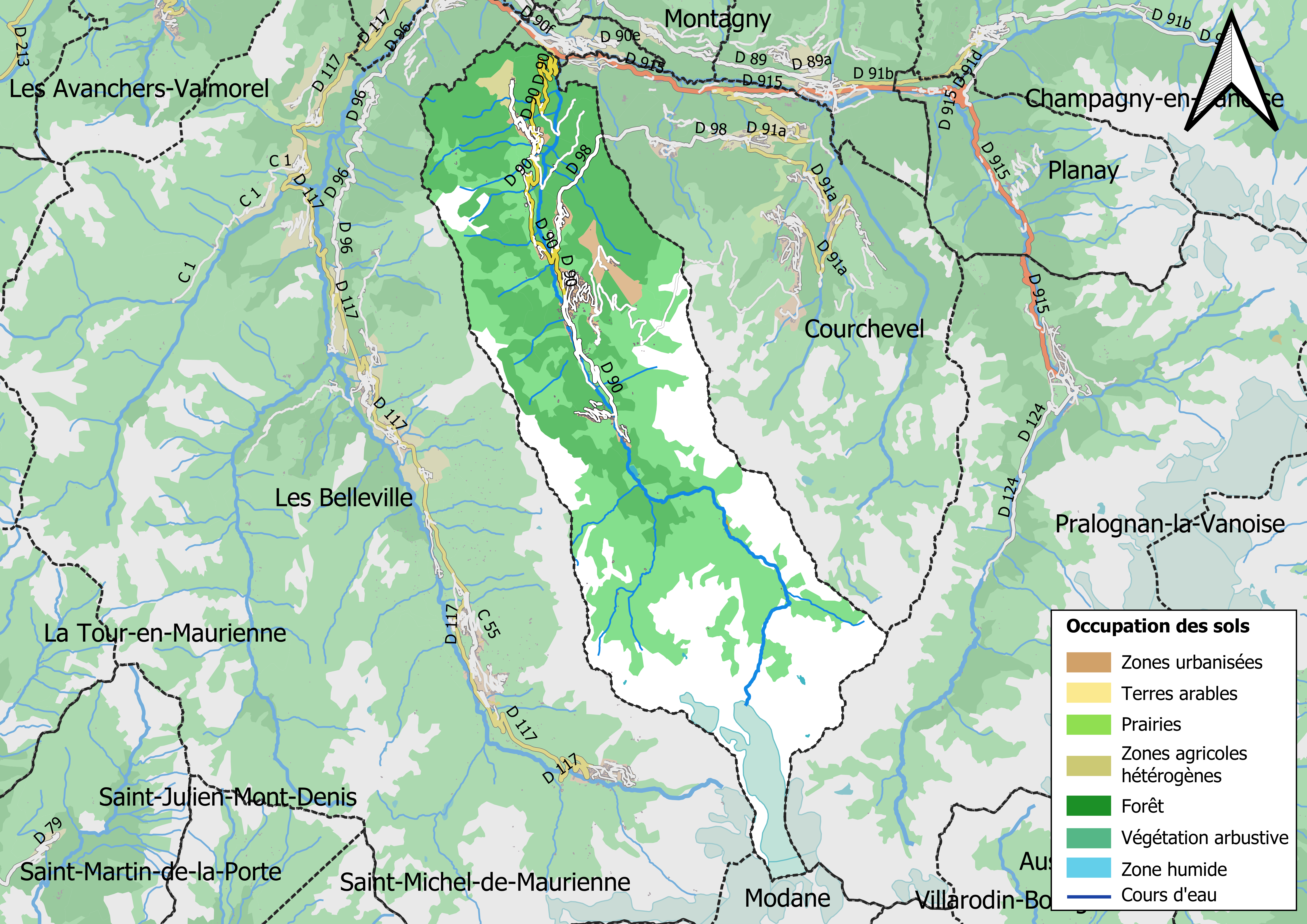
Kaart van de gemeente met de belangrijkste infrastructuur, bodemgebruik en omliggende gemeenten

## Demografie
Onderstaande figuur toont het verloop van het inwonertal (bron: INSEE-tellingen).